# Francis George Adeodatus Micallef
Francis George Adeodatus Micallef OCD (Birkirkara, 17 de dezembro de 1928 — 3 de janeiro de 2018) foi prelado maltês da Igreja Católica Romana. Era professo da Ordem dos Carmelitas Descalços e foi vigário apostólico do Kuwait de 1982 a 2005.

## Biografia
Nasceu em Birkirkara, Malta, no final de 1928, e foi batizado com o nome de Francis George. Seus pais eram Marianna e George Micallef. Sua casa ficava próxima do mosteiro dos Carmelitas Descalços, fator decisivo em sua opção pela vida religiosa, tendo ingressado no noviciado da ordem em 15 de agosto de 1947, aos dezenove anos. Fez sua primeira profissão religiosa em 22 de agosto de 1948 e seus votos finais em 15 de outubro de 1951 e tomou o nome de Adeodatus da Assunção.
Realizou seus estudos tanto em Malta como na Itália, em Roma. Foi ordenado sacerdote em 9 de maio de 1954 e, após concluir a licenciatura em teologia, retornou para Malta, onde lecionou teologia moral.
Em sua província, Frei Adeodatus ocupou vários cargos: prior de Birkirkara, mestre de noviços e, por um ano (1972-1973), superior provincial. Em 1973, no capítulo geral realizado em Roma, foi eleito um dos quatro definidores gerais da ordem, sendo responsável principalmente pelas missões da ordem. Terminado este período, em 1979, tornou-se reitor da Faculdade Internacional Carmelita, o Teresianum, cargo que ocupou por dois anos.
Em 5 de novembro de 1981, o Papa João Paulo II nomeou-o bispo titular de Tinisa e vigário apostólico do Kuwait, cargo que Frei Adeodatus aceitou com relutância. O próprio pontífice conferiu-lhe a sagração episcopal, na Basílica de São Pedro, Vaticano, em 6 de janeiro de 1982, tendo como co-consagrantes o espanhol Dom Eduardo Martínez Somalo, oficial da Secretaria de Estado da Santa Sé, e o brasileiro Dom Frei Lucas Moreira Neves, OP, secretário da Congregação para os Bispos. Dom Francis tomou posse nove dias depois. Sucedeu a Dom Frei Victor San Miguel, OCD, que renunciara ao governo episcopal por motivo de idade.
Durante a Primeira Guerra do Golfo, em 1990, recusou convites para deixar o país, mesmo após a invasão do Iraque. Quando o conflito terminou, as tropas estadunidenses e as autoridades do Kuwait o elogiaram por sua coragem. Conseguiu organizar a Igreja no Kuwait e também trabalhou arduamente para renovar e organizar o sistema educacional da Igreja.
Depois de 25 anos de governo, a Santa Sé acatou ao seu pedido de renúncia por atingir o limite de idade estipulado pelo Código Canônico em 14 de julho de 2005. Foi o último carmelita descalço a governar o Vicariato do Kuwait, uma vez que a Santa Sé nomeou como seu sucessor o comboniano italiano Dom Camillo Ballin. Esta decisão entristeceu particularmente Dom Adeodatus que, apesar de mostrar sua discordância, finalmente a aceitou e foi co-consagrante de seu sucessor. Despediu-se da comunidade peregrina do Kuwait em 20 de outubro do mesmo ano, numa celebração eucarística realizada na Catedral da Sagrada Família com a participação de muitos fiéis.
Retornou então para sua província em Malta, onde procurou viver como frade mais uma vez, colocando-se ao serviço dos seus superiores, aceitando com resignação ofício que lhe fosse confiado. Faleceu aos 89 anos, vítima de câncer de pulmão, em 3 de janeiro de 2018. Seu funerais aconteceram três dias depois, na Cocatedral de São João em Valeta, presididos por Dom Charles Jude Scicluna.